# Tsuno (Kōchi)
Pour les articles homonymes, voir Tsuno.
Tsuno (津野町, Tsuno-chō) est un bourg du district de Takaoka, dans la préfecture de Kōchi, au Japon.
Au 1er février 2015, la population s'élevait à 5 923 habitants répartis sur une superficie de 197,85 km2.